# Ліщинівка (зупинний пункт)
Ліщи́нівка — пасажирський зупинний пункт (колишній роз'їзд) Шевченківської дирекції Одеської залізниці.
Розташований у селі Пеніжкове Христинівського району Черкаської області на лінії Христинівка — Багачеве між станціями Поташ (24 км) та Христинівка (8 км).
Тут зупиняються приміські дизель-поїзди сполученням Черкаси — Христинівка, Умань.